# Бучина (Свебодзінський повіт)
Бучина (пол. Buczyna, нім. Braunfelde) — село в Польщі, у гміні Любжа Свебодзінського повіту Любуського воєводства.
Населення — 283 особи (2011).
У 1975-1998 роках село належало до Зеленогурського воєводства.

## Демографія
Демографічна структура станом на 31 березня 2011 року:
|          | Загалом | Допрацездатний вік | Працездатний вік | Постпрацездатний вік |
| -------- | ------- | ------------------ | ---------------- | -------------------- |
| Чоловіки | 147     | 32                 | 104              | 11                   |
| Жінки    | 136     | 26                 | 87               | 23                   |
| Разом    | 283     | 58                 | 191              | 34                   |